# Molokaner

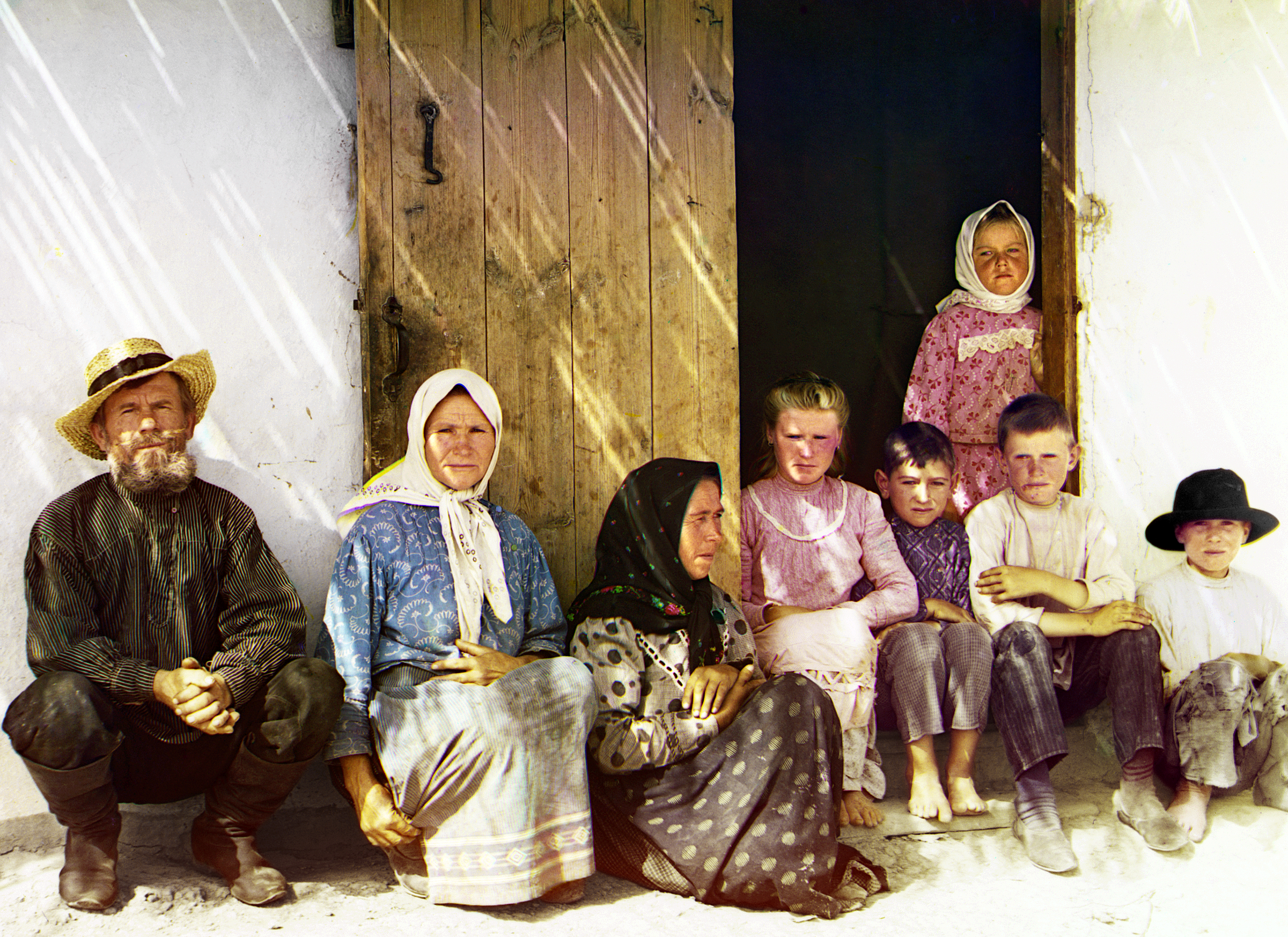
Ryska molokaner i Azerbajdzjan, fotografi taget någon gång mellan 1905 och 1915 av Sergej Prokudin-Gorskij.

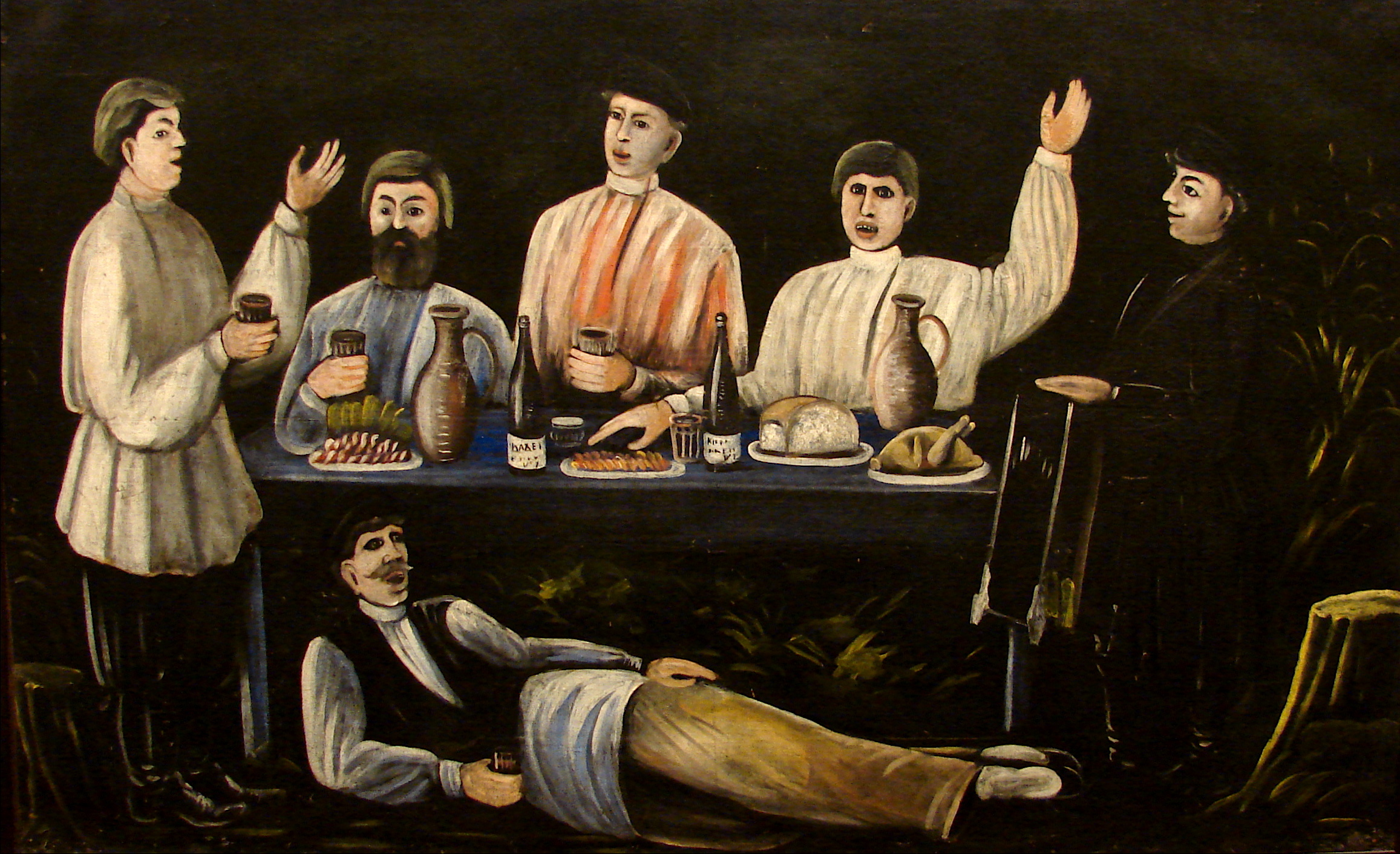
Molokanernas fest av Niko Pirosmani

Molokaner (av rysk. molokó [malakå], mjölk), "mjölkdrickare", kallas anhängarna av en med dukoborzerna besläktad sekt inom den rysk-ortodoxa kyrkan, eftersom de, mot kyrkans förbud, även under fastetiden dricker mjölk. Sektens uppkomst (under 1700-talet) anges vara föranledd genom bekantskapen med lutherska skrifter.
Molokanerna har inga sakrament och för ett stillsamt leverne.